# Doug McCarthy
Doug McCarthy (Crook (Durham), 7 augustus 1942) is een Engels darter.
McCarthy speelde in de BDO World Darts Championship van 1979 tot 1982 en in de Winmau World Masters van 1977 tot 1985.
Hij bereikte de World Grand Prix in 2001, waarin hij verloor van Richie Burnett uit Wales.

## Resultaten op Wereldkampioenschappen

### BDO
- 1979: Laatste 16: (verloren van John Lowe 0-2)
- 1980: Laatste 16: (verloren van Jocky Wilson 0-2)
- 1981: Laatste 32: (verloren van Ceri Morgan 1-2)
- 1982: Laatste 16: (verloren van Bobby George 1-2)